# North Charleston
North Charleston es una ciudad situada en el condado de Berkeley y Charleston y condado de Dorchester en el estado estadounidense de Carolina del Sur. La ciudad en el año 2000 tiene una población de 79 641 habitantes en una superficie de 160.8 km², con una densidad poblacional de 525.3 personas por km². 

## Geografía
North Charleston se encuentra ubicada en las coordenadas 32°53′7″N 80°1′1″O / 32.88528, -80.01694. Según la Oficina del Censo, la ciudad tiene un área total de 160,8 km² (62,1 mi²), de la cual 151,6 km² (58,5 mi²) es tierra y 9,2 km² (3,6 mi²) es agua.

## Demografía
En el 2000 la renta per cápita promedia del hogar era de $29 307, y el ingreso promedio para una familia era de $32 868. El ingreso per cápita para la localidad era de $14 361. En 2000 los hombres tenían un ingreso per cápita de $26 681 contra $20 718 para las mujeres. Alrededor del 23.20 % de la población estaba bajo el umbral de pobreza nacional. 

### Localidades adyacentes
El siguiente diagrama muestra a las localidades en un radio de 20 kilómetros (12,4 mi) de North Charleston.

## Principales carreteras
- U.S. Route 52
- U.S. Route 78
- Interestatal 26
- Interestatal 526
- Interestatal 526
- SC 7
- SC 61
- SC 165
- SC 642